# Maldoror (Film)
Maldoror ist ein Thriller und Kriminalfilm von Fabrice Du Welz. Der Film mit Anthony Bajon in der Hauptrolle ist von den fehlerhaften Ermittlungen im Fall des belgischen Mörders und Sexualstraftäters Marc Dutroux inspiriert und feierte Anfang September 2024 bei den Internationalen Filmfestspielen von Venedig seine Premiere.	

## Handlung
In Belgien im Jahr 1995. Das beunruhigende Verschwinden zweier junger Mädchen erschüttert die Bevölkerung und löst einen beispiellosen Medienrummel aus. Paul Chartier, ein idealistischer junger Gendarm, schließt sich der Geheimoperation „Maldoror“ an, die der Überwachung eines Wiederholungstäterverdächtigen dient und mit der Suche nach dem Sexualstraftäter beauftragt wurde. Dabei handelt es sich um den berüchtigten Pädophilen Marcel Dedieu.

## Produktion

### Filmstab und Besetzung
Regie führte der Belgier Fabrice Du Welz, der gemeinsam mit Domenico La Porta auch das Drehbuch schrieb. Der Film ist von den Ermittlungen im Fall Marc Dutroux inspiriert, einem belgischen Mörder und Sexualstraftäter, der nach einer Reihe von Ermittlungsfehlern im Jahr 1989 zu einer langjährigen Haftstrafe verurteilt werden konnte. Nach seiner Entlassung entführte Dutroux im Jahr 1995 zwei Mädchen, die er ebenfalls mehrfach sexuell missbrauchte. Der Titel des Films bezieht sich auf Die Gesänge des Maldoror des französischen Dichters Lautréamont. Die Titelfigur des im Jahr 1874 veröffentlichten Buches ist eine Verkörperung des Ur-Bösen und leiht im Film der fiktiven Spezialeinheit der Polizei ihren Namen.
Maldoror ist der achte Spielfilm von Du Welz. Er beschäftige sich in seinen Filmen mehrfach mit kriminellen Unter- und Abgründen, nicht nur im Genre des Thrillers und Kriminalfilms, sondern auch im Horror-Bereich. Sein Schocker Calvaire aus dem Jahr 2004 wird zur sogenannten New French Extremity gezählt. An einem Rachefilm, der an einen Krimi grenzt, hatte er sich bereits in seinem US-amerikanischen Film Message from the King mit dem verstorbenen Chadwick Boseman in der Hauptrolle versucht.
Der Franzose Anthony Bajon, bekannt aus Filmen wie Auferstehen und Schrottplatzköter, spielt in der Hauptrolle den Polizeirekruten Paul Chartier. Alba Gaïa Bellugi, die bereits in Inexorable zu sehen war, spielt Chartiers Ehefrau Gina, Laurent Lucas seinen Vorgesetzten Hinkel und Alexis Manenti, der mit Bajon bereits in Athena spielte, seinen Partner Luis. Der Spanier Sergi López ist in der Rolle des Schrotthändlers Marcel Dedieu zu sehen, bei dem sie vermuten, dieser stehe mit dem Verschweinden der beiden Mädchen in Verbindung. Weitere Rollen wurden mit dem Belgier David Murgia, Laurent Lucas, Béatrice Dalle, Lubna Azabal, Jackie Berroyer, Mélanie Doutey und Félix Maritaud besetzt.

### Dreharbeiten und Filmmusik
Die Dreharbeiten wurden am 4. Mai 2023 begonnen, dauerten 35 Tage und wurden Ende Juni 2023 beendet. Sie fanden in Belgien statt. Als Kameramann fungierte Manuel Dacosse, der zuletzt mit  François Ozon Gelobt sei Gott, Der andere Liebhaber und Mein fabelhaftes Verbrechen drehte, aber auch mit Du Welz bereits für Adoration zusammenarbeitete.
Die Filmmusik komponierte Vincent Cahay, der ebenfalls für Adoration tätig war und für diese Arbeit im Rahmen des Magritte ausgezeichnet wurde.

### Veröffentlichung
Der Film feierte am 3. September 2024 bei den Internationalen Filmfestspielen von Venedig seine Premiere. Im September 2024 sind auch Vorstellungen beim Fantasy Filmfest geplant, wo der Film als Centerpiece gezeigt wurde. Im September 2024 wurde der Film beim Fantastic Fest und im Oktober 2024 beim Sitges Film Festival, beim London Film Festival und beim Zurich Film Festival vorgestellt. Im November 2024 wurde Maldoror beim Internationalen Filmfestival Mannheim-Heidelberg und beim Arras Film Festival  gezeigt. Im Januar 2025 wird der Film beim Palm Springs International Film Festival vorgestellt.

## Rezeption

### Kritiken
Der Film konnte 75 Prozent der bei Rotten Tomatoes aufgeführten Kritiker überzeugen.

### Auszeichnungen
Cairo International Film Festival 2024
- Nominierung im Internationalen Wettbewerb[20]

Fantasy Filmfest 2024
- Nominierung für den Fear Good Award[21]

Film Fest Gent 2024
- Nominierung im Wettbewerb[22]